# R4 Revolution
R4 Revolution è una flashcard slot 1 per Nintendo DS.
Come tutte le flashcard, questa permette di ottenere funzionalità aggiuntive per la console portatile della Nintendo, per la precisione ci permette di utilizzare ROM commerciali e homebrew.
Messa in commercio dalla azienda R4 revolution, è stata una delle prime flashcard di tipo slot 1, che sfruttano quindi lo slot delle cartucce per il DS. Prima di questa tipologia di flashcard, l'avvio delle ROM commerciali era affidato a flashcard slot 2, da inserire nello slot GBA, in accoppiata a sistemi per saltare la protezione RSA. 
La flashcard è sprovvista di memoria interna, e questa è sostituita da una memoria di tipo microSD, che può avere dimensioni massime di 4 GB, quindi non di tipo HC (ma con la versione R4i può usare le microSD HC).
La vendita in Italia è stata dichiarata illegale dal Tribunale di Milano a gennaio 2009, in quanto permette l'utilizzo abusivo di materiale coperto da copyright, ma non altrettanto dal Tribunale di Catania a maggio 2016.

## Kernel
Il funzionamento della card è garantito da un kernel (anche definito firmware) arrivato alla sua ultima versione ufficiale (1.18) in quanto il team di sviluppo si è sciolto. È comunque fornito sul sito ufficiale il download di una versione aggiornata non ufficiale del kernel, chiamata Wood R4. La compatibilità con i file multimediali è possibile tramite MoonShell, un homebrew integrato nel Kernel dell'R4.
La compatibilità è estesa ai seguenti formati:
- Immagini: BMP, PNG, JPG, GIF
- Audio: Ogg, MP3, AAC
- Video: DPG
- Giochi: NDS

## Funzione cheat
La card permette di abilitare o disabilitare i trucchi per determinati giochi. La lista dei trucchi può essere aggiornata scaricandone una nuova versione da Internet.

## Cloni

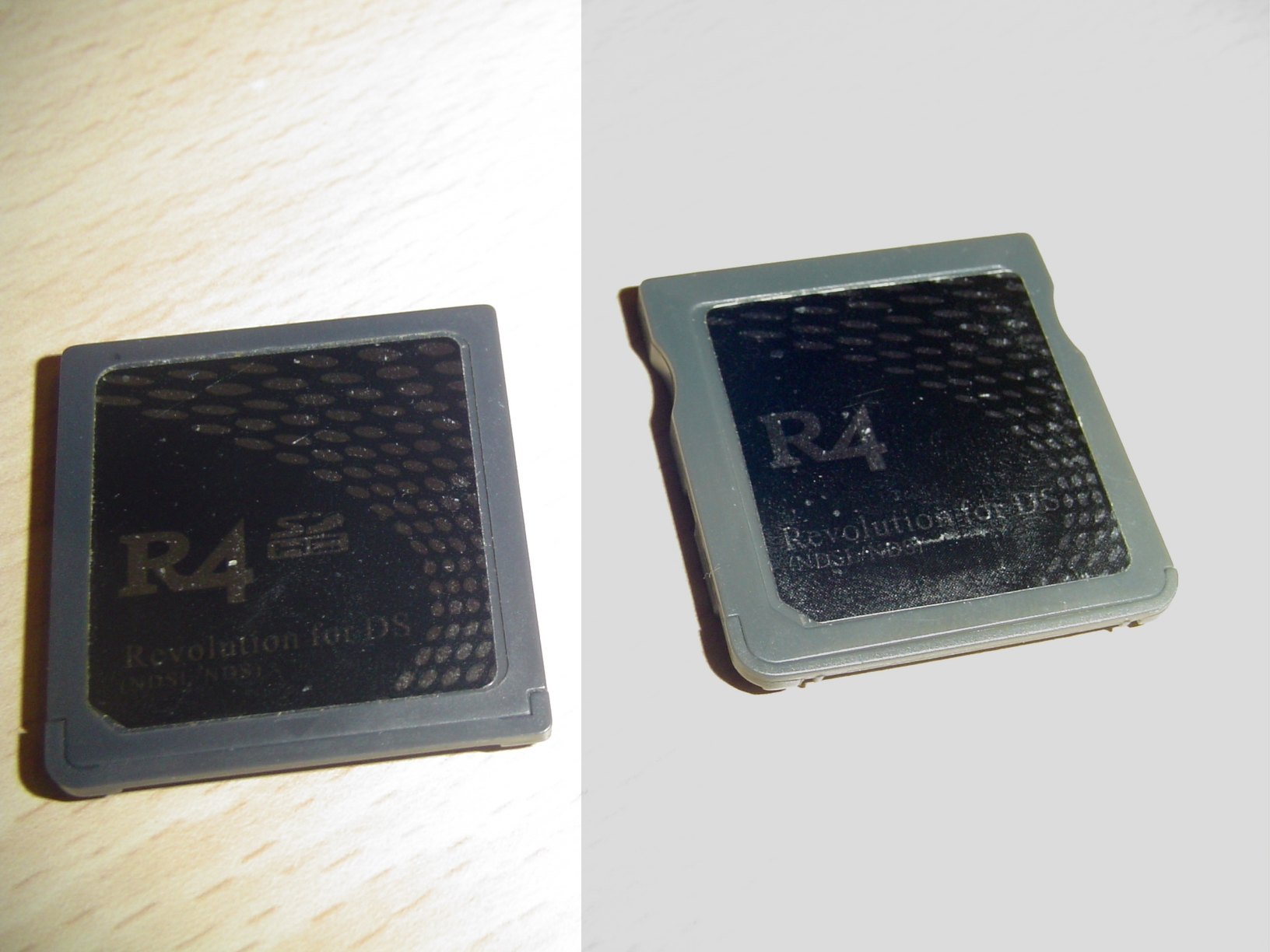
Confronto tra R4 SDHC e R4 Revolution

Esistono numerose versioni clonate della R4, chiamate "R4 Fakes". Sono in genere di una qualità minore, ma il prezzo può essere più basso e il team di sviluppo solitamente rilascia con maggiore frequenza aggiornamenti al kernel.
Una delle più conosciute è la R4i per la console Nintendo DSi, che a differenza di altri cloni si può avviare sulla home come se fosse un gioco normale in quanto non ha l'avvio automatico. Essa può eseguire giochi NES, SNES, GBA, GB e GBC tramite un emulatore in formato NDS. I giochi del 3DS sono al momento compatibili solo con la flashcard Gateway 3DS. Può aprire file MP3 e JPEG ed esiste anche un convertitore video per convertire i video standard in modo da farli partire su R4.
In contemporanea con l'uscita del Nintendo 3DS, è uscita un'ulteriore versione della R4i, chiamata R4i 3DS, che funziona su Nintendo 3DS solo in DS Mode, ovvero può far partire solo giochi in formato NDS. Oltre ai giochi per il 3DS, supporta anche quelli per NDSL, DSi e DSI XL. Inoltre è stato progettato e costruito uno strumento simile a una chiavetta USB, chiamato Save R4i Dongle, in grado di creare file di salvataggio da cartucce di giochi originali.
Un altro clone "fake" piuttosto noto è la R4 SDHC, che supporta le microSD da 2, 4, 8, 16 e 32 Gigabyte, in quanto supporta SDHC. Il suo kernel è molto simile a quello della R4i, in quanto quest'ultima non è altro che una versione della stessa R4 SDHC ottimizzata per Nintendo DSi. Il firmware è aggiornato alla versione V1.4.5; il kernel alla versione 1.85b. Questo clone di R4 può funzionare sul NDS, NDSL, DSi, NDSi XL e N3DS.
Altri cloni degni di nota sono: R4 Deluxe, R4 III e II, R4 Advance (con un maggiore supporto di homebrews rispetto all'originale), R4 Simply New Revolution, R4 Plus, R4 Linker, R4 Pro e R4 Ultra.
L’R4 edizione 2013 è un altro clone visto che sul sito ufficiale R4 è espresso che nel 2013 non vi è stata alcuna produzione di flashcard.
Le flashcard di pessima qualità      (o prodotte dopo il 2014) possono avere una Time Bomb,ovvero un meccanismo che dopo tot mesi/anni impedisce alla cartuccia di funzionare. Non esiste alcun metodo per ripristinare flashcard già “scadute”,si può solo modificare l’orario della console per rimandare tale scadenza o riprovare a reinstallare i vari kernel.